# ستانلي يورك
ستانلي يورك (بالإنجليزية: Stanley York)‏ هو سياسي أمريكي، ولد في 29 أغسطس 1931. حزبياً، نشط في الحزب الجمهوري. وقد انتخب عضو جمعية ولاية ويسكونسن.